# Popis hrvatskih veleposlanika u Singapuru
Republika Hrvatska i Republika Singapur održavaju diplomatske odnose od 23. studenoga 1992. Sjedište veleposlanstva je u Jakarti.

## Veleposlanici
Hrvatska nema rezidentno veleposlanstvo u Singapuru. 
Veleposlanstvo Republike Hrvatske u Republici Indoneziji pokriva Republiku Filipini, Republiku Singapur i Kraljevinu Tajland.
| Veleposlanik    | Postavljenje        | Opoziv             | Sjedište |
| --------------- | ------------------- | ------------------ | -------- |
| Željko Kirinčić |                     | 1. kolovoza 1999.  | Jakarta  |
| Boris Mitrović  | 26. listopada 1999. | 31. kolovoza 2003. | Jakarta  |
| Aleksandar Broz | 22. ožujka 2004.    | 5. veljače 2009.   | Jakarta  |
| Željko Čimbur   | 20. svibnja 2009.   | 31. srpnja 2013.   | Jakarta  |
| Dražen Margeta  | 27. ožujka 2014.    |                    | Jakarta  |

## Vanjske poveznice
- Singapur na stranici MVEP-a